# Aquermoud
Aquermoud (en àrab اقرمود, Aqrmūd; en amazic ⴰⵇⵔⵎⵓⴷ) és una comuna rural de la província d'Essaouira, a la regió de Marràqueix-Safi, al Marroc. Segons el cens de 2014 tenia una població total de 15.662 persones.